# Richmond-Fremont Line

Kaart van het BART-netwerk op weekdagen en zaterdag overdag. De oranje lijn stelt de Richmond-Fremont Line voor.

De Richmond-Fremont Line is een van de vijf metrolijnen van het Bay Area Rapid Transit-netwerk (BART) in de San Francisco Bay Area. De lijn gaat van Richmond in Contra Costa County naar Fremont in Alameda County en is daarmee de enige lijn die uitsluitend de regio East Bay aandoet en niet oversteekt naar San Francisco. De Richmond-Fremont-Line loopt door de steden El Cerrito, Berkeley, Oakland, San Leandro, Hayward en Union City en heeft in totaal 19 stations.
De metrolijn wordt steeds met oranje aangeduid, maar het is ongebruikelijk om BART-metrolijnen bij hun kaartkleur te noemen.
Het was de eerste BART-lijn met een regelmatige dienstregeling; ze opende op 11 september 1972. In 2014 werd begonnen om de lijn samen met de Fremont-Daly City Line vanaf Fremont naar het zuiden door te trekken tot Warm Springs. Deze verlenging kwam begin 2017 gereed en sindsdien wordt gewerkt aan een verdere verlenging tot San Jose.

## Stations
| Station                         | Overstappunt | Foto * | Type                         | Geopend           | Ligging                         | County       |
| ------------------------------- | ------------ | ------ | ---------------------------- | ----------------- | ------------------------------- | ------------ |
| Richmond                        | Amtrak logo  | 350 !  | maaiveld                     | 29 januari 1973   | 37° 56′ 13″ NB, 122° 21′ 11″ WL | Contra Costa |
| El Cerrito del Norte            |              | 360 !  | viaductstation               | 29 januari 1973   | 37° 55′ 31″ NB, 122° 19′ 1″ WL  | Contra Costa |
| El Cerrito Plaza                |              | 370 !  | viaductstation               | 29 januari 1973   | 37° 54′ 10″ NB, 122° 17′ 56″ WL | Contra Costa |
| North Berkeley                  |              | 380 !  | kuip                         | 29 januari 1973   | 37° 52′ 26″ NB, 122° 16′ 59″ WL | Alameda      |
| Downtown Berkeley               |              | 390 !  | ondiep gelegen zuilenstation | 29 januari 1973   | 37° 52′ 11″ NB, 122° 16′ 5″ WL  | Alameda      |
| Ashby                           |              | 400 !  | kuip                         | 29 januari 1973   | 37° 51′ 11″ NB, 122° 16′ 12″ WL | Alameda      |
| MacArthur                       |              | 410 !  | talud                        | 11 september 1972 | 37° 49′ 42″ NB, 122° 16′ 1″ WL  | Alameda      |
| 19th Street Oakland             |              | 420 !  | ondiep gelegen zuilenstation | 11 september 1972 | 37° 48′ 28″ NB, 122° 16′ 8″ WL  | Alameda      |
| 12th Street/Oakland City Center |              | 430 !  | ondiep gelegen zuilenstation | 11 september 1972 | 37° 48′ 13″ NB, 122° 16′ 19″ WL | Alameda      |
| Lake Merrit                     |              | 1250 ! | ondiep gelegen zuilenstation | 11 september 1972 | 37° 47′ 52″ NB, 122° 16′ 1″ WL  | Alameda      |
| Fruitvale                       |              | 1260 ! | viaductstation               | 11 september 1972 | 37° 46′ 29″ NB, 122° 13′ 26″ WL | Alameda      |
| Oakland Coliseum                |              | 1270 ! | viaductstation               | 11 september 1972 | 37° 45′ 13″ NB, 122° 11′ 49″ WL | Alameda      |
| San Leandro                     |              | 1280 ! | viaductstation               | 11 september 1972 | 37° 43′ 18″ NB, 122° 09′ 40″ WL | Alameda      |
| Bay Fair                        |              | 1290 ! | viaductstation               | 11 september 1972 | 37° 41′ 49″ NB, 122° 07′ 37″ WL | Alameda      |
| Hayward                         |              | 1300 ! | viaductstation               | 11 september 1972 | 37° 40′ 11″ NB, 122° 05′ 13″ WL | Alameda      |
| South Hayward                   |              | 1310 ! | maaiveld                     | 11 september 1972 | 37° 38′ 4″ NB, 122° 03′ 25″ WL  | Alameda      |
| Union City                      |              | 1320 ! | talud                        | 11 september 1972 | 37° 35′ 27″ NB, 122° 01′ 2″ WL  | Alameda      |
| Fremont                         |              | 1330 ! | talud                        | 11 september 1972 | 37° 33′ 27″ NB, 121° 58′ 37″ WL | Alameda      |
| Irvington                       |              | 1340 ! | maaiveld                     | verwacht 2026     | 37° 31′ 58″ NB, 121° 57′ 13″ WL | Alameda      |
| Warm Springs/South Fremont      |              | 1350 ! | maaiveld                     | 25 maart 2017     | 37° 30′ 11″ NB, 121° 56′ 24″ WL | Alameda      |
| Milpitas                        |              | 1360 ! | uitgraving                   | 13 juni 2020      | 37° 24′ 37″ NB, 121° 53′ 28″ WL | Santa Clara  |
| Berryessa/North San José        |              | 1370 ! | viaductstation               | 13 juni 2020      | 37° 22′ 6″ NB, 121° 52′ 29″ WL  | Santa Clara  |

* De sorteerwaarde van de foto is de ligging langs de lijn